# چرخ‌ریسوها
چرخ‌ریسوها یا پوسیل (نام علمی: Poecile) نام یک سرده از تیره چرخ‌ریسکان است.

## گونه‌ها
- چرخ‌ریسک سرسیاه، Poecile lugubris
- چرخ‌ریسک هیرکانی، Poecile hyrcanus – often included in P. lugubris[۱]
- چرخ‌ریسک مردابی، Poecile palustris
- چرخ‌ریسک بیدی، Poecile montanus
  - Songar tit, Poecile m. songarus – often included in P. montanus[۱]
- Sichuan tit, Poecile weigoldicus
- Black-bibbed tit, Poecile hypermelaenus
- چرخ‌ریسوی کارولینا، Poecile carolinensis
- چرخ‌ریسوی سرسیاه، Poecile atricapillus
- چرخ‌ریسوی کوهی، Poecile gambeli
- چرخ‌ریسوی مکزیکی، Poecile sclateri
- White-browed tit, Poecile superciliosus
- Père David's tit, Poecile davidi
- چرخ‌ریسوی سرخاکستری، Poecile cinctus
- چرخ‌ریسوی شمالی، Poecile hudsonicus
- چرخ‌ریسوی پشت‌بلوطی، Poecile rufescens